# Dodge DC-Serie
Der Dodge DC-Serie war ein PKW der Firma Dodge in Detroit, der als erster Wagen der Marke mit Achtzylindermotor im Januar 1930 vorgestellt wurde.
Der Wagen besaß einen seitengesteuerten 8-Zylinder-Reihenmotor mit 3617 cm³, der eine Leistung von 75 bhp (55 kW) abgab. Über eine Einscheiben-Trockenkupplung und ein Dreiganggetriebe mit Mittelschaltung wurden die Hinterräder angetrieben. Alle vier Räder hatten hydraulische Bremsen. Der Radstand des Fahrgestells betrug 2896 mm. Als Aufbauten wurden ein viertüriger Phaeton, eine viertürige Limousine, ein zweitüriges Coupés, ein zweitüriges Cabriolet und ein Roadster angeboten. Daneben gab es den DC auch als Fahrgestell mit allen mechanischen Komponenten für Kunden, die selbst einen Karosseriebaubetrieb beauftragen wollten.
Die Produktion des kleinen Achtzylinders wurde im September 1931 eingestellt.